# Coherence
Coherence és un film nord-americà de ciència-ficció dirigit el 2013 per James Ward Byrkit en el seu debut com a director. El film es va estrenar el 19 de setembre de 2013 al Fantastic Fest d'Austin. És protagonitzat per Emily Baldoni, qui ha de superar una estranya experiència després de veure passar un cometa.

## Argument
Tres parelles (Emily i Kevin, Hugh i Beth, Amir i Laurie) assisteixen a un sopar a la casa dels seus amics Mike i Lee. De camí a la festa, el telèfon de Em perd la cobertura i la pantalla es trenca de sobte. Ella culpa això a un estel del que havia sentit parlar en les notícies. Ella explica als altres convidats la història d'un cometa anterior, que va passar el segle passat, que havia causat que la gent experimentés fenòmens estranys. Tothom riu de la història fins que descobreixen que cap d'ells té cobertura i a més Hugh també té el mòbil trencat. Hugh decideix posar-se en contacte amb el seu germà, un físic que li havia advertit sobre els possibles efectes del cometa. En aquell moment s'apaguen tots els llums així que decideixen encendre espelmes i agafar barres blaves lluminoses. En sortir de la casa veuen que tot el barri està sense llum excepte una casa. Hugh i Amir decideixen anar a la casa per veure si tenen un telèfon que funcioni. Mentre estan fora Mike aconsegueix encendre el generador de la casa i torna la llum. Quan tornen, en Hugh té una ferida al front i Amir té una caixa que havien trobat a l'altra casa. Hugh explica que en arribar a l'altra casa va veure una taula exactament igual que la seva, però tots li recriminen que s'han perdut i han tornat a la seva pròpia casa. En obrir la caixa descobreixen una pala de ping-pong i diferents fotos d'ells, amb nombres aleatoris escrits a la part posterior. Amir assenyala que la seva foto ha estat feta aquella mateixa nit, dins de la casa, i Em s'adona que els números estan escrits amb la seva lletra.
Mike, Laurie, Em i Kevin decideixen anar a l'altra casa per veure què està passant. A mesura que s'acosten a ella passen per una zona molt fosca. Mike s'adona que aquella casa és la seva i mira al seu interior. Quan decideixen tornar, troben a un grup com ells però amb les barres lluminoses vermelles. Els dos grups marxen a les seves respectives cases. De tornada, Beth recorda que té un llibre del seu cunyat al cotxe i els va a buscar. Dins el llibre hi ha unes notes per a una conferència que havia fet sobre la interpretació de diferents mons de la mecànica quàntica, s'explica el gat de Schrödinger i la possibilitat de les realitats paral·leles. A partir d'això el grup comença a pensar que hi ha dues versions d'ells mateixos, però que tot tornarà a la normalitat quan acabi de passar el cometa. Mike comença a posar-se nerviós i proposa matar als altres per ser ells qui sobrevisquin. En lloc d'això, decideix robar el llibre als altres i deixar una nota amenaçant de revelar que ell i Beth havien tingut una relació extramatrimonial. Mentrestant, Amir i Hugh, que en realitat són versions de l'altra casa, roben el llibre i la caixa i fugen. Després, quan els originals tornen, decideixen crear un mitjà perquè puguin identificar a quina casa es troben. Fan servir el mateix mecanisme que a l'altra casa: agafen fotografies de cada un i tiren el dau, el número que surt s'apunta darrere de cada fotografia i a més, a la caixa, s'amaga un objecte triat a l'atzar.
Em mira una llista dels números escrits darrere les imatges de l'altra casa de i s'adona que està escrit en una tinta de color diferent del que ella havia escrit prèviament. Descobreix que tots els que havien sortit de la casa recorden els números que ella havia escrit, però Beth i Lee, que mai havien sortit, només recorden els nous. Arriba a la conclusió que no està a la casa original, ni els altres, i que no hi ha només dues versions de la casa, sinó que hi ha infinites.
En aquell moment algú passa una nota per sota de la porta. Hugh ho llegeix i Mike s'adona que és la nota de xantatge que havia deixat abans en una altra casa. Hugh s'enfada en assabentar-se que Mike i la seva dona van tenir una relació extramatrimonial i li dona un cop de puny. Una altra versió de Mike irromp a la casa i l'ataca. Em decideix marxar i tornar a passar per la zona fosca per intentar tornar a la seva realitat. Comença a explorar les diverses dimensions, passant tota l'estona per la zona fosca, fins que troba una versió on cap d'ells ha sortit de la casa i s'estan divertint. Decideix trencar la finestra del cotxe d'Hugh perquè tots surtin i quan Em d'aquella realitat va al seu cotxe a buscar el seu anell l'adorm amb la barreja amb ketamina que havia preparat Beth i la tanca al maleter. Em decideix tornar amb els altres, però veu que la versió que pertany a aquella realitat està al bany. Ella li dona un cop al cap i l'amaga a la dutxa. En sortir del bany, quan està davant dels seus amics es desmaia. L'endemà, es desperta i troba a tots de bon humor i el cos de Em original d'aquella casa ha desaparegut. Em va fora a parlar amb Kevin i ell rep una trucada que, assenyala, que ve d'ella. Després de contestar el telèfon s'adona que és la veu d'Em.

## Producció
Ward Byrkit buscava fer una pel·lícula “sense necessitat de guió ni repartiment definit”. El rodatge es va fer a casa seva. Segons les seves paraules, va intentar treure el màxim profit de la ciència-ficció d'un espai tan reduït com el d'una sala d'estar. Al mateix temps que desenvolupava la idea del film, va seleccionar a un grup d'actors centrats en la improvisació.

## Crítiques
Les crítiques rebudes van ser en la seva major part positives. Al Rotten Tomatoes va obtenir un 85% de nota total de 53 ressenyes. Altres pàgines webs especialitzades com Bloody Disgusting i Fangoria es van centrar en el treball dels actors qualificat de “brillant”. Des del Film School Rejects van declarar que “els actors van fer un treball memorable en una trama complexa i bizarra”. Dead Central va comentar la temàtica de l'argument i va posar l'accent en el comportament erràtic dels personatges durant la trama.
Clark Collis de Entertainment Weekly va atorgar al film un aprovat a la seva crítica i va afirmar: “al seu brillant debut a la pantalla gran, Byrkit asseu a vuit amics a una taula on de menú descobreixen la metafísica després de veure com passa un cometa al mateix temps que gaudeixen de la nit. El director va fer la casa més claustrofòbica que es pugui fer i va fer que els personatges, aparentment amb sentit comú, entrin en un món de paranoies que els porten a prendre decisions equivocades”. A part de valorar la llibertat dels actors a l'hora d'actuar, també va comentar la satisfacció de veure part de “contingut esgarrifós” que “aporta aire fresc” al subgènere de cinema postapocalíptic.
Stephen Dalton de The Hollywood Reporter va alabar el film posant l'accent al contingut de conflictes dins el mateix amb un pressupost limitat en què “es pot contemplar problemes maritals i secrets que sorgeixen a la superfície” i va afegir que “el drama es veu superat pels fenòmens estranys que produeix el cometa al seu pas per l'atmosfera”. Abans de finalitzar va valorar positivament la llibertat que van tenir els actors per actuar “al seu aire” realitzant “un treball que crea una atmosfera tensa pel públic”.

## Premis i nominacions
- Premi New Wave al Millor Guió al Fantastic Fest d'Austin (2013, va guanyar)[13]
- Premi al Millor Argument al Festival de Cinema de Sitges (2013, va guanyar)[13]
- Premi del jutjat del Carnet Jove a la millor producció al Festival de Cinema de Sitges (2013, va guanyar)[14]
- Premi Tulipà Negre a la millor pel·lícula de Director Novel a l'Imagine Film Festival (2014, va guanyar)[15]
- Premi Imagine Movie Zone, menció especial al Festival Imagine Film (2014, va guanyar)[15]
- Premi a la millor pel·lícula al Festival de Cinema Fantàstic de Bilbao (2014, va guanyar)[15]